# Lagrecacanthops brasiliensis
Lagrecacanthops brasiliensis är en bönsyrseart som beskrevs av Roger Roy 2004. Lagrecacanthops brasiliensis ingår i släktet Lagrecacanthops och familjen Acanthopidae. Inga underarter finns listade i Catalogue of Life.